# グレート・ウェイクリング・ローヴァーズFC
グレート・ウェイクリング・ローヴァーズ・フットボールクラブ（Great Wakering Rovers Football Club）は、イングランド、エセックス州ロッチフォード、グレート・ウェイクリングを本拠地とするサッカークラブチームである。2008-2009シーズンはイスミアンリーグ・ディヴィジョン1・ノース（8部相当）に所属。

## タイトル

### 国内タイトル
- エセックス・インターメディエイトリーグ・ディヴィジョン3:1回

1990-1991
- エセックス・インターメディエイトリーグ・ディヴィジョン2:1回

1991-1992
- エセックス・シニアリーグ:1回

1994-1995

### 国際タイトル
- なし